# Obelisk (München)

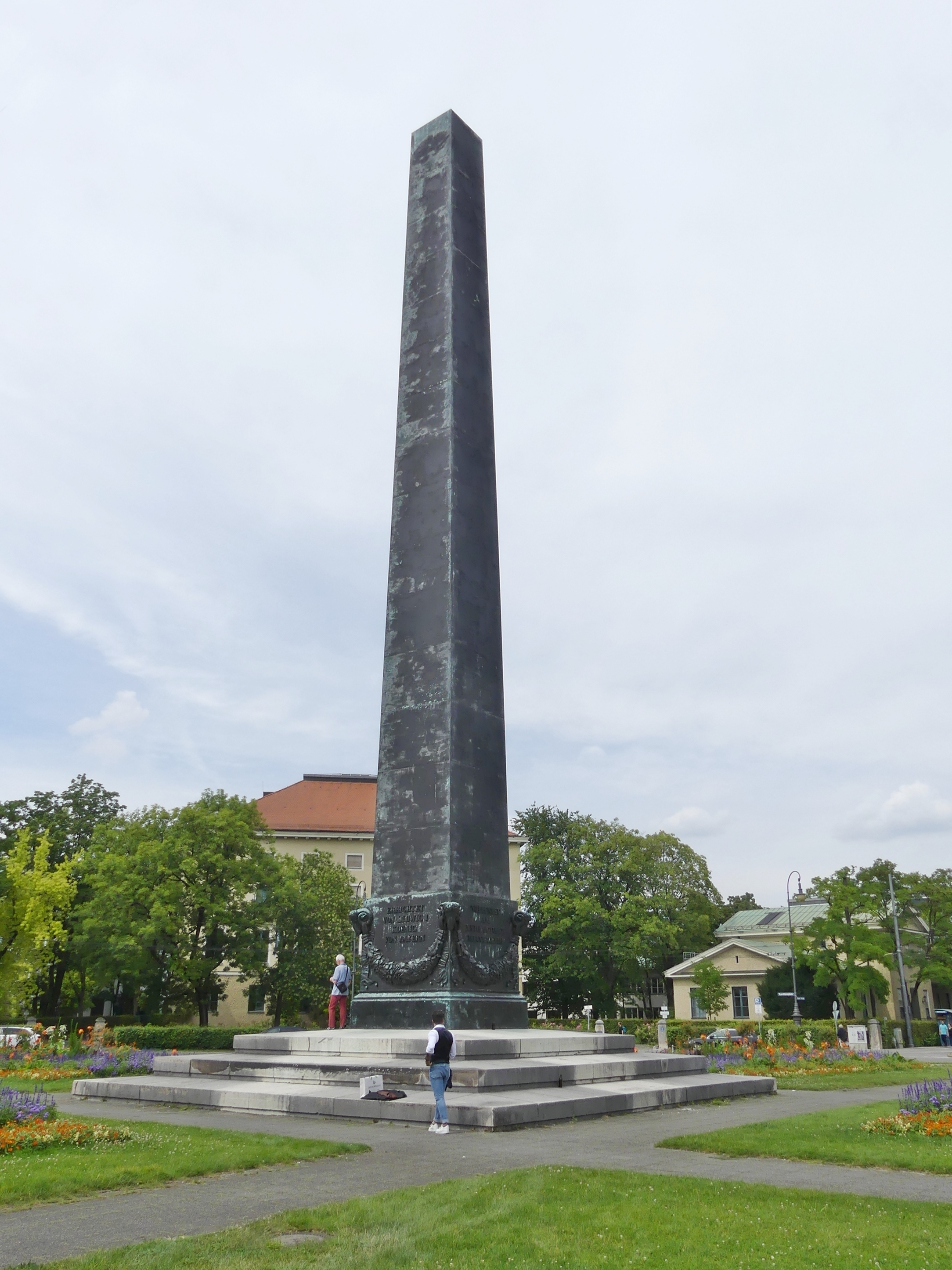
Der Obelisk auf dem Karolinenplatz

Der Obelisk auf dem Karolinenplatz ist ein Ehrenmal in München. Er wurde 1833 durch König Ludwig I. vom Architekten Leo von Klenze für die 30.000 bayerischen Soldaten errichtet, die im napoleonischen Russlandfeldzug 1812 gefallen waren.

## Geschichte
Als Mitglied des Rheinbunds hatte Bayern unter Max I. Joseph Truppen für Napoleons Russlandfeldzug 1812 zu stellen. Geführt von den Generälen Wrede und Deroy kehrten nur 5.000 von 35.000 Mann zurück. Im Jahr 1813 wendete sich Bayern schließlich gegen Napoleon und nahm an den Befreiungskriegen teil.
Errichtet wurde der Obelisk 1833 zu Ehren der 30.000 bayerischen Gefallenen des napoleonischen Russlandfeldzugs 1812. Schon 1818 hatte Klenze einen steinernen Obelisk auf dem Odeonsplatz geplant; der Transport erwies sich allerdings als unmöglich. An der ursprünglich geplanten Stelle wurde später das Reiterdenkmal König Ludwigs I. von Bayern durch den Bildhauer Max von Widnmann errichtet. Erst 1833 wurde die einfachere Ausführung des Ehrenmals auf dem kreisrunden Karolinenplatz verwirklicht. Der Bronzeguss wurde durch Johann Baptist Stiglmaier durchgeführt; er war die erste Arbeit aus der neu gegründeten Königlichen Erzgießerei. Die Einweihung fand am 18. Oktober 1833 statt, dem 20. Jahrestag der Völkerschlacht bei Leipzig. Das begrünte Rondell rund um den Pfeiler wurde nach 1870 angelegt.
Für die Bronzeplatten, mit denen der Obelisk verkleidet ist, wurden 34,6 Tonnen Bruchmetall von zumeist eroberten Geschützen verwendet. Dass es sich dabei um aus dem Meer geborgene Kanonen türkischer Kriegsschiffe gehandelt haben soll, die 1827 im Seegefecht bei Navarino versenkt worden waren, ist eine Legende.

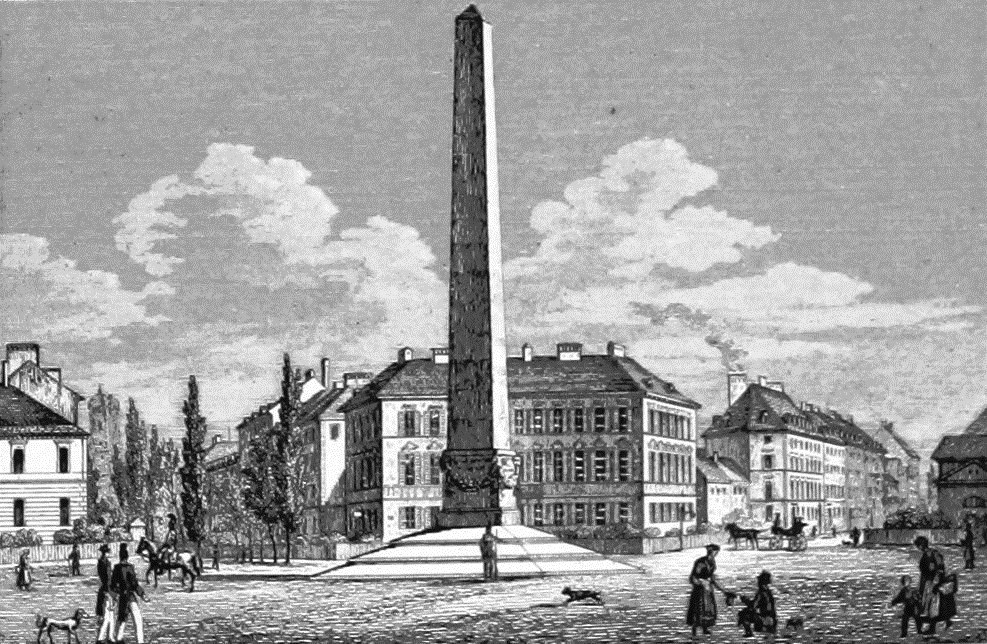
Ansicht ohne Rondell
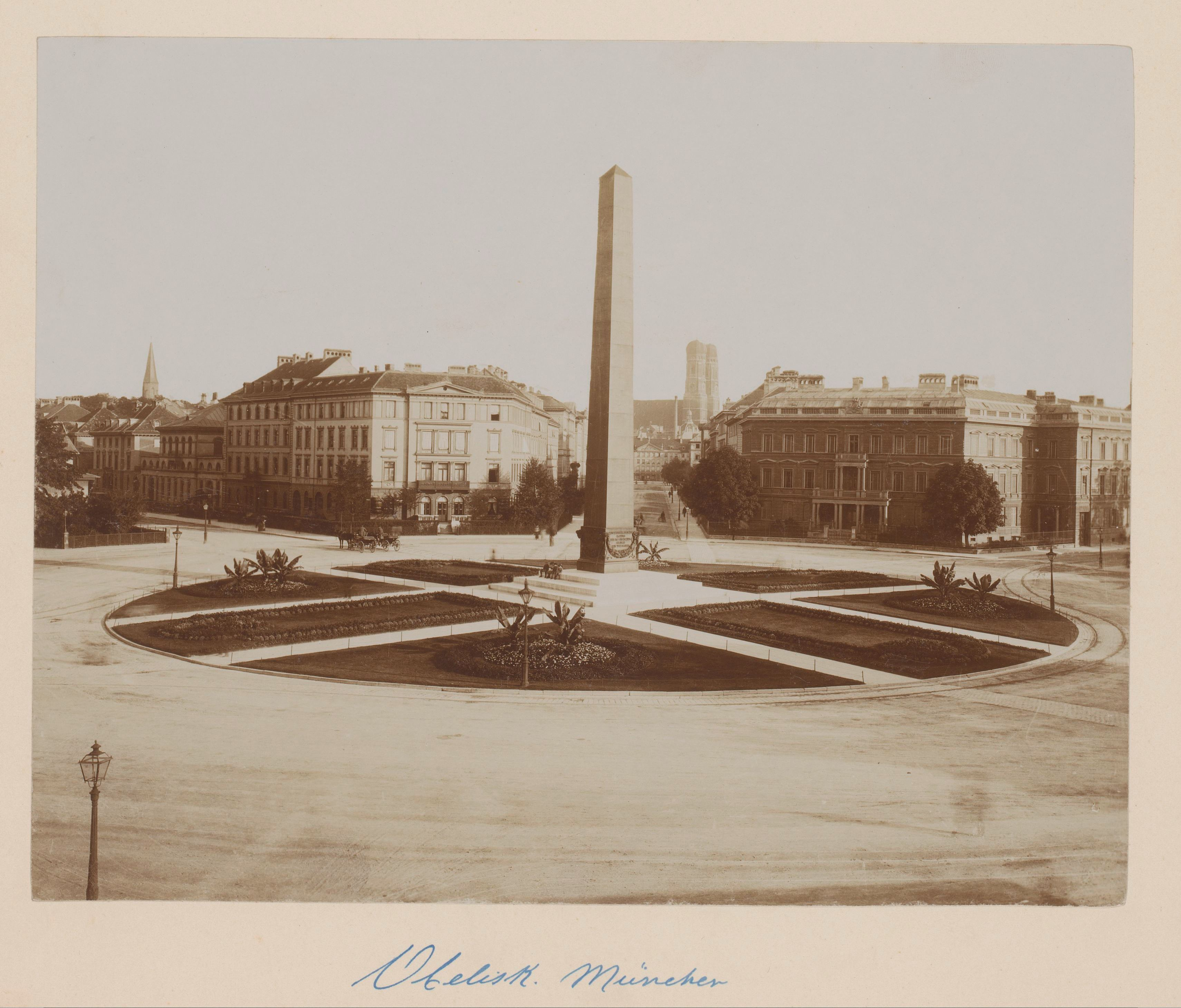
Ansicht mit Rondell

## Beschreibung
Der Obelisk, dessen Entwurf von Leo von Klenze stammt, steht in der Mitte des kreisrunden Karolinenplatzes. Aufgrund seiner Lage am Schnittpunkt dreier Straßenachsen ist das Monument weithin sichtbar. Auf drei Stufen aus Marmor erhebt sich auf einem viereckigen Bronzesockel der Obelisk. Die Gesamthöhe des Pfeilers beträgt 29 Meter.
An den Ecken des Sockels befinden sich als Schmuck Widderköpfe, Sinnbilder des römischen Kriegswesens, die über seine Seitenflächen mit Girlanden aus Eichenlaub und Tannenzweigen verbunden sind. An den vier Seitenflächen des Bronzesockels finden sich die Inschriften: „Den dreyssig tausend Bayern die im russischen Kriege den Tod fanden“, „Auch sie starben für des Vaterlandes Befreyung“, „Errichtet von Ludwig I Koenig von Bayern“ und schließlich „Vollendet am XVIII October MDCCCXXXIII“. Der Obelisk ist im Kern aus Backsteinen gemauert und mit Bronzeplatten verkleidet.
Da die bayerischen Soldaten in Wirklichkeit nicht in den europäischen Befreiungskriegen, sondern vorangegangen im napoleonischen Russlandfeldzug gefallen waren, kommentierte der österreichische Dramatiker Franz Grillparzer die merkwürdige Inschrift 1836 mit den Worten: „Den in Rußland Gefallenen eine Säule zu errichten, heißt seine eigene Schande hinauszuposaunen.“
Der Obelisk ist als Baudenkmal in die Bayerische Denkmalliste eingetragen.

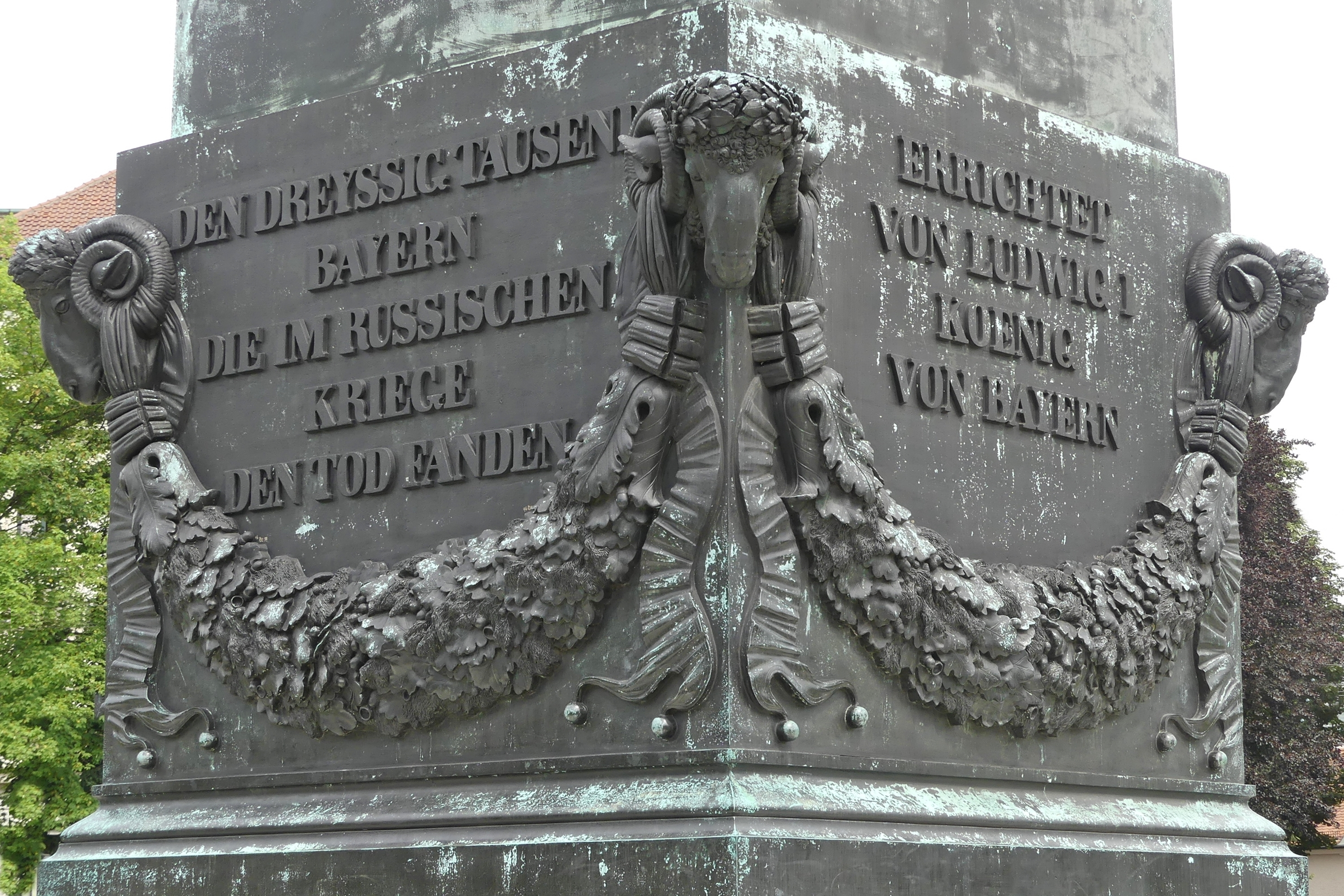
Inschriften West und Süd
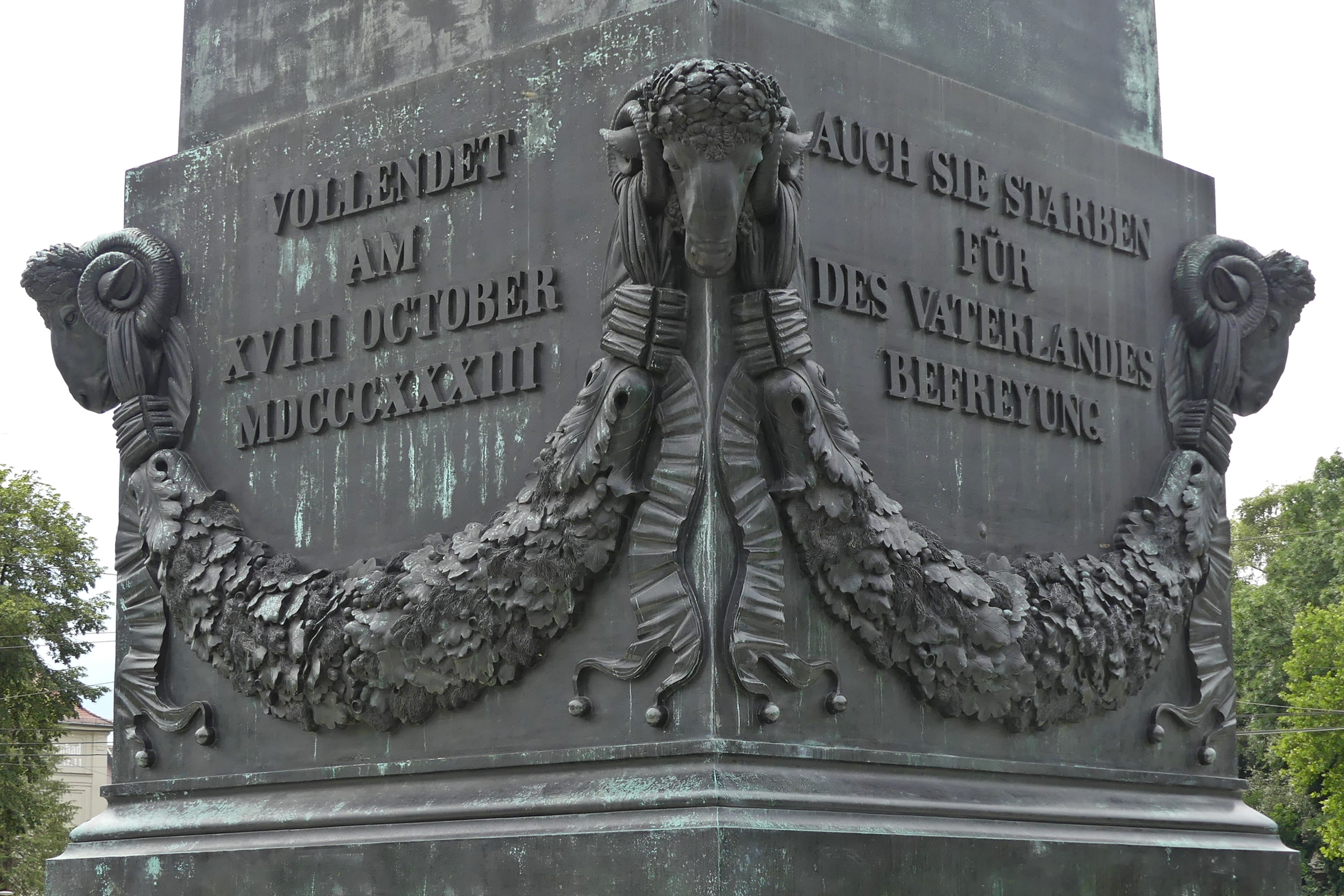
Inschriften Ost und Nord